# Little Ferry
Little Ferry é um distrito localizado no estado americano de Nova Jérsei, no Condado de Bergen.

## Demografia
Segundo o censo americano de 2000, a sua população era de 10.800 habitantes.
Em 2006, foi estimada uma população de 10.715, um decréscimo de 85 (-0.8%).

## Geografia
De acordo com o United States Census Bureau tem uma área de
4,4 km², dos quais 4,0 km² cobertos por terra e 0,4 km² cobertos por água.

## Localidades na vizinhança
O diagrama seguinte representa as localidades num raio de 4 km ao redor de Little Ferry.